# WTA de Katowice
O WTA de Katowice – ou Katowice Open, na última edição – foi um torneio de tênis profissional feminino, de nível WTA International.
Realizado em Katowice, no sul da Polônia, durou quatro anos. Depois de 2016, foi substituído pelo WTA de Bienna. Os jogos eram disputados em quadras duras durante o mês de abril.

## Finais

### Simples
| Ano  | Campeã                    | Vice-campeã   | Resultado      |
| ---- | ------------------------- | ------------- | -------------- |
| 2016 | Dominika Cibulková        | Camila Giorgi | 6–4, 6–0       |
| 2015 | Anna Karolína Schmiedlová | Camila Giorgi | 6–4, 6–3       |
| 2014 | Alizé Cornet              | Camila Giorgi | 7–63, 5–7, 7–5 |
| 2013 | Roberta Vinci             | Petra Kvitová | 7–62, 6–1      |

### Duplas
| Ano  | Campeãs                                  | Vice-campeãs                          | Resultado        |
| ---- | ---------------------------------------- | ------------------------------------- | ---------------- |
| 2016 | Eri Hozumi Miyu Kato                     | Valentyna Ivakhnenko Marina Melnikova | 3–6, 7–5, [10–8] |
| 2015 | Ysaline Bonaventure Demi Schuurs         | Giola Barbieri Karin Knapp            | 7–5, 4–6, [10–6] |
| 2014 | Yuliya Beygelzimer Olga Savchuk          | Klára Koukalová Monica Niculescu      | 6–4, 5–7, [10–7] |
| 2013 | Lara Arruabarrena Lourdes Domínguez Lino | Raluca Olaru Valeria Solovyeva        | 6–4, 7–5         |